# Escultura del Renaixement a la Corona d'Aragó
L'escultura del Renaixement a la Corona d'Aragó va lligada a la cultura humanista procedent de la península Itàlica, encara que la repercussió inicial va ser escassa i, per tant, tardana l'acceptació del nou estil, per la qual cosa encara es van anar fent decoracions gòtiques a la mateixa època, fins ja entrat el segle xvi, que es va implantar amb fermesa en pujar al tron el rei Carles V.

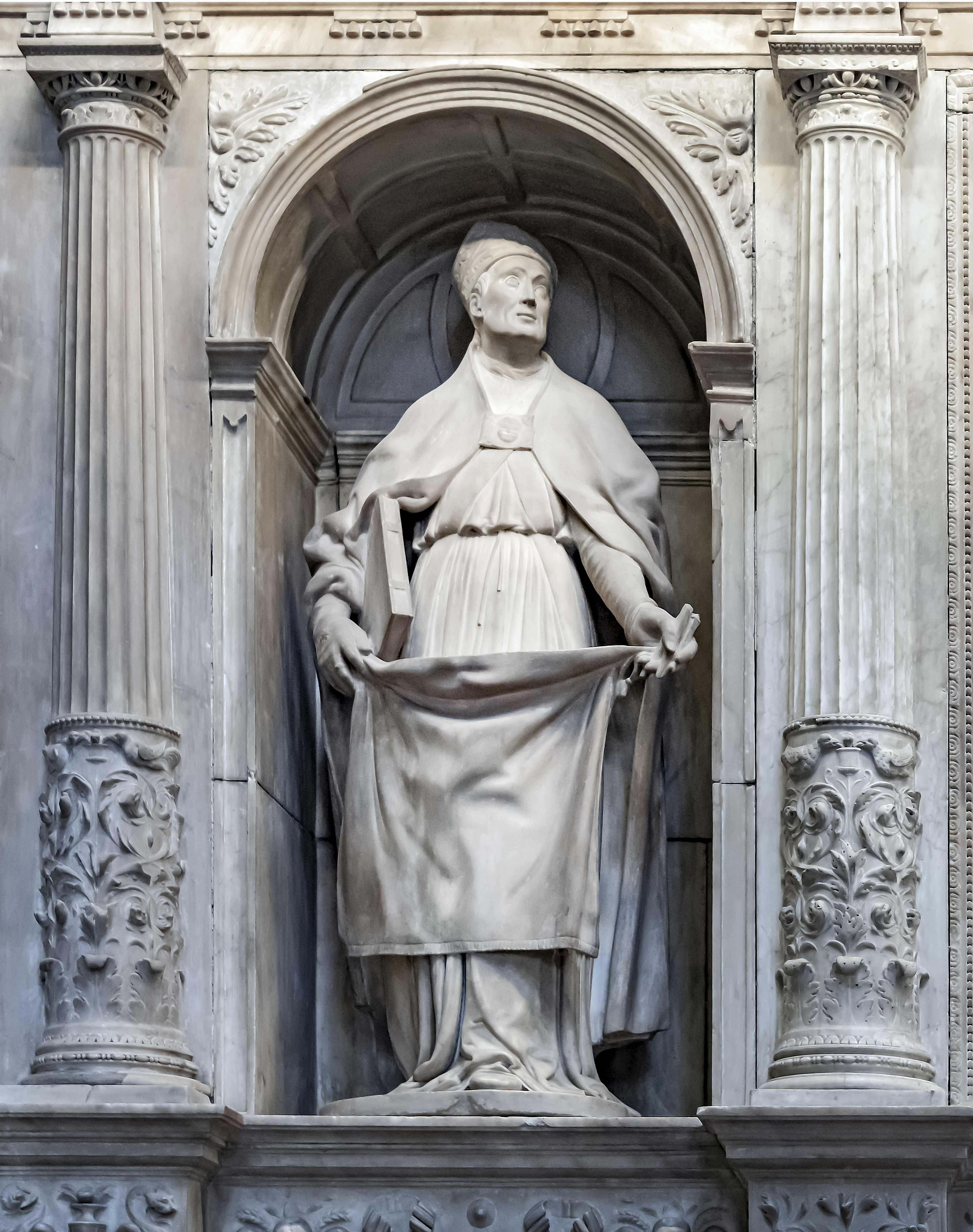
Escultura de Sant Sever per Bartolomé Ordóñez al rerecor de la Catedral de Barcelona.

La major part de l'escultura va ser feta per artistes forans italians o bé arribats de la resta de la península. Entre els provinents d'Itàlia destaca Giovanni Merliano da Nola i el florentí Juan de Moreto, i el burgalès Bartolomé Ordóñez, format a Itàlia, autor de les mampares per a l'accés al cadiratge del cor i del rerecor de la catedral de Barcelona entre els anys 1515 fins a la seva mort el 1520; al seu taller van treballar artistes d'origen italià: Simón de Bellalana, Vitorio Cogono, Juan Florentino i el flamenc Joan Petit Monet. Després de la defunció d'Ordóñez, l'aragonès Pedro Villar es va fer càrrec de l'acabament dels treballs del rerecor de la catedral, i tot i tenir personalment una clara influència de Damià Forment, va haver de realitzar aquesta obra amb l'obligació que s'imposava al seu contracte, és a dir, de «fer-la a la màxima semblança per a l'harmonització amb els relleus realitzats per Ordóñez».
També van aportar el seu art, el vallisoletà Esteban Jordán, que per encàrrec de Felip II de Castella va realitzar el retaule del monestir de Montserrat, seguint el traçat de Francisco de Mora. Gabriel Yoly d'origen francès; el castellà Cristóbal de Salamanca, autor del cadiratge per al monestir de Montserrat (1578) i del de la catedral de Tortosa (1587); així com l'austríac Perris Hostri o Ostri que, juntament amb el barceloní Jeroni Xanxo, van ser els autors de la caixa de l'orgue de la catedral de Tarragona.
Entre els artistes de la mateixa terra van destacar el valencià establert a Saragossa Damià Forment, Gil Morlanes el Vell, Jaume Amigó, Jeroni Xanxo, Pere Blai, Andreu Ramírez i Agustí Pujol (pare). Al segon terç del segle xvi, l'escultor d'origen basc Martín Díez de Liatzasolo va muntar un dels tallers més productius a Barcelona.

## Context històric

Escut pontifici del Papa Calixt III, amb les armes dels Borja.

La causa primordial del moviment renaixentista a la corona d'Aragó es va originar en primer lloc per la situació de les relacions econòmiques i socials amb Itàlia que des de feia ja temps mantenia la península Ibèrica pels seus dominis als regnes de Nàpols, Sicília i Sardenya, que van créixer amb la fixació de la residència d'Alfons V d'Aragó a Nàpols i el papat de la família Borja de Calixt III (1455-1458) i Alexandre VI (1492-1503), tots dos d'origen valencià. Aquesta situació va facilitar la vida artística amb un constant bescanvi d'obres, materials i artistes amb Itàlia que van anar creixent amb els Reis Catòlics, Felip II i als quals es van anar afegint durant el regnat de Carles V encara que en una proporció més petita, els procedents de França, Flandes i països germànics.
La defunció de Ferran II d'Aragó (1516), que en morir sense descendència va provocar que la Corona d'Aragó passés als Àustria, va significar l'allunyament de la cort de Catalunya, que ja s'havia iniciat amb els Trastàmara temps enrere, amb l'emigració de part de la noblesa cap a Castella. Aquesta va ser una de les causes de la falta d'encàrrecs reials respecte d'altres llocs de la península Ibèrica. La connexió amb Itàlia i els seus artistes va influir i va constituir la majoria de les obres escultòriques realitzades durant aquesta època, on els mecenes van ser principalment per part de l'església com l'ardiaca major Lluís Desplà i d'Oms i l'arquebisbe de Tarragona Antoni Agustí i Albanell i de les institucions.

## Materials

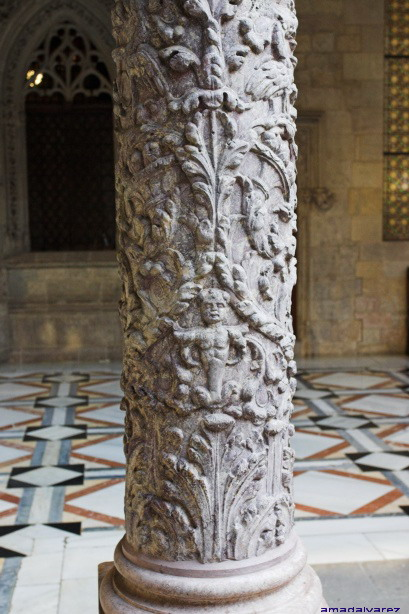
Columna de marbre amb decoracions renaixentistes del Palau de la Generalitat de Catalunya (1545-1548).

Els materials emprats van ser principalment la pedra d'alabastre, el marbre de Carrara importat d'Itàlia, com Bartolomé Ordóñez que es va traslladar allà per cercar els blocs per al rerecor de la catedral de Barcelona. Encara que majoritàriament va ser la fusta el material més utilitzat per a retaules i imatges religioses i el més idoni per a cadiratges de cor, que podia estar policromada i daurada o en blanc, envernissada o simplement encerada. La pedra es reservava per a la decoració d'elements arquitectònics, com ara portades, columnes, frisos o patis.

## Gravats com a model
Des del 1460, la difusió de les arts impreses va tenir una influència decisiva a la propagació del renaixement. En aquesta mateixa època és quan van començar les reproduccions de làmines realitzades en gravats a la fusta (xilografia). Aquesta tècnica, a excepció de l'obra feta per Dürer i pocs artistes més, era realitzada amb una certa imperfecció. Més tard, amb el gravat en relleu, ja es mostrava unes línies més limitades i perfectes, podent-se apreciar molt millor els detalls. Aquestes van ser les estampes, que es van convertir en una de les fonts, on els artistes es van inspirar i van emprar com a punt de referència, de composicions i material d'estudi. Durant el primer terç de segle xvi, van arribar a Catalunya les primeres estampes dels països germànics realitzades per Martin Schongauer, Albert Dürer, Lucas van Leyden, l'italià Marcantonio Raimondi i cap a final de segle les de Cornelis Cort.

Així, s'observa el seu ús al cor de la catedral de Tortosa, realitzat per Cristóbal de Salamanca:
| «                        | ...al sumptuós cor tortosí, almenys sant Andreu, sant Gregori i sant Jaume el Major segueixen les línies dels apòstols i del Redemptor gravats per Marcantoni Raimondi i també per Marco Dente dels originals de Rafael a la Sala de Palafrenieri dels palaus vaticans, i el sant Joan Evangelista sembla tret en canvi dels gravats de Marcantoni sobre la sèrie d'imatges dels Piccoli Santi de Rafael. | » |
| — Joan Bosch i Ballbona. | |   |

Als relleus per al sagrari de la capella del Santíssim de la catedral de Tarragona, el seu autor Gaspar de Liria s'inspira per a la seva realització en models de Cornelis Cort sobre unes obres de Federico Zuccaro i en gravats de J. Sadeler segons dibuixos de Marten de Vos.

## Mecenes

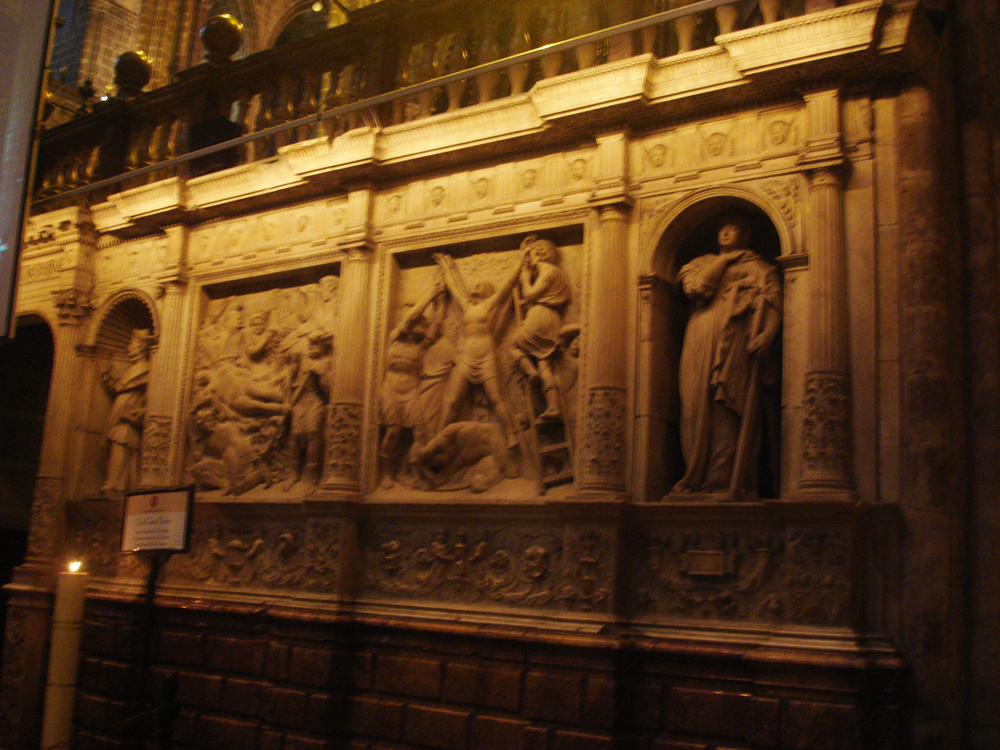
Part dreta del rerecor de la Catedral de Barcelona, encàrrec del mecenes Lluís Desplà i d'Oms.

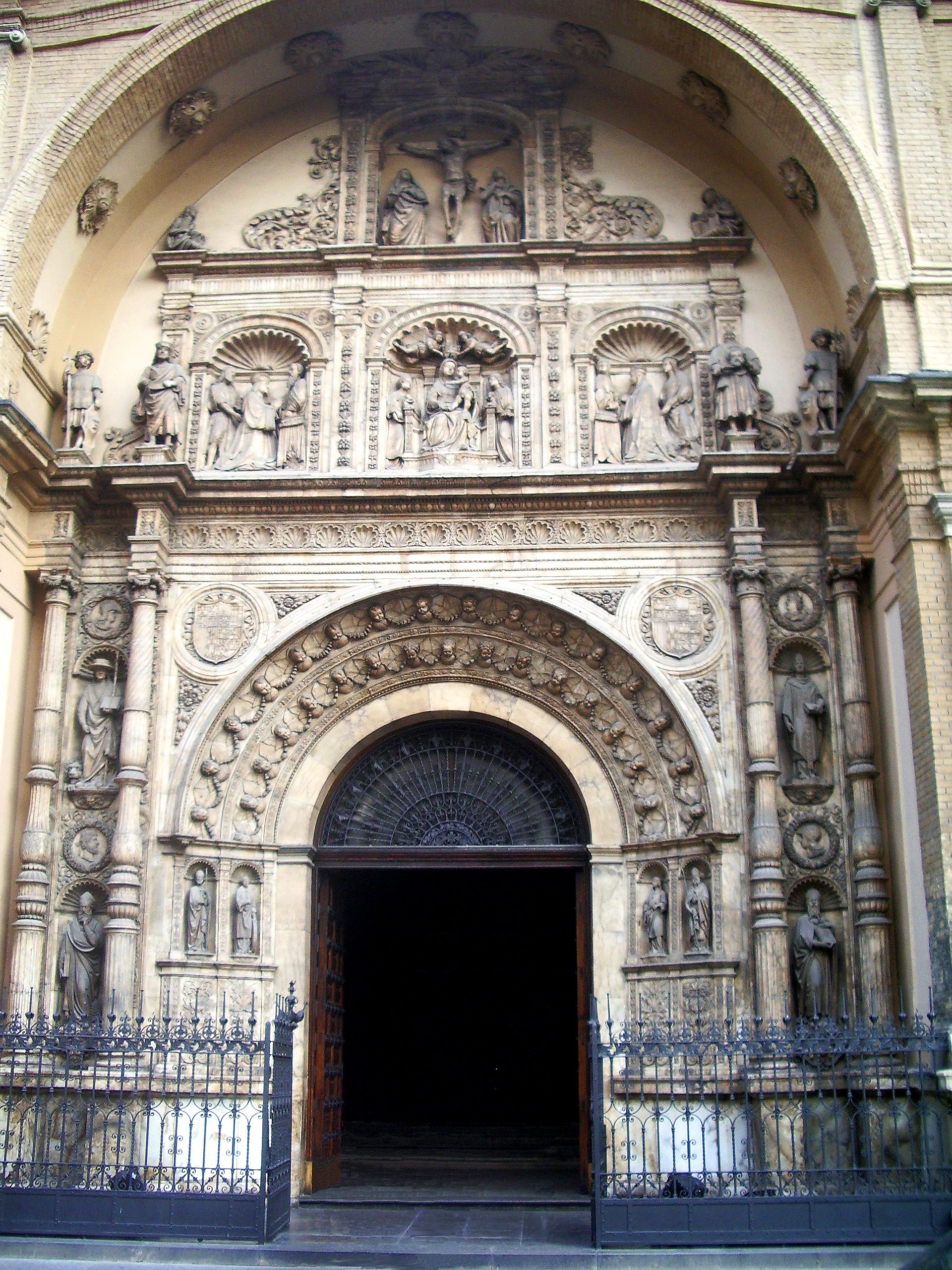
La portada del monestir de Santa Engràcia (Saragossa), obra de Gil Morlanes el Vell.

La figura del mecenes va exercir en aquesta època un paper important, amb l'església catòlica com un dels seus principals protagonistes, que va influir perquè la temàtica religiosa fos la més representada. Un dels més destacats mandants va ser Lluís Desplà i d'Oms (1444-1524), que com a canonge de la catedral de Barcelona va encarregar a Bartolomé Ordóñez la realització de part del cor i dues composicions del rerecor, encara que el seu mecenatge va abastar tota classe d'art i per diverses ciutats. L'abat del monestir de Poblet, Pere Caixal, va ser un altre promotor important, corrent a càrrec seu la realització del retaule de l'església d'aquest monestir, per Damià Forment. Un altre gran mecenes i tracista va ser l'arquebisbe Antoni Agustí, que principalment va finançar projectes per la Catedral de Tarragona.
Les famílies de la noblesa catalana van repartir els seus encàrrecs entre els ornaments per a les seves cases-palaus, on col·locaven frisos, medallons, mènsules i cartel·les amb els seus blasons, tot adornat amb elements grotescs o a candeliere, però sobretot, el seu patronatge es va centrar a la creació de capelles on incloure els seus monuments funeraris.
Els clients de la Corona d'Aragó, des del primer terç del segle xvi, es van inclinar per la demanda «a lo romà» i no «a lo modern», entenent per modern l'art gòtic, ja que el renaixement es remuntava a les obres clàssiques (antigues) dels romans. L'obra realitzada amb més freqüència va ser el retaule. En aquesta època es va donar una massiva renovació de retaules a les catedrals i als monestirs.
Al primer terç del segle xvi va destacar la figura de Gil Morlanes el Vell, natural de Daroca, que havia començat la seva carrera com a escultor en ple art gòtic arribant a tenir des de 1493 el títol d'«Escultor de Ferran el Catòlic». Aquest rei li va encarregar els sepulcres de Joan II i Juana Enríquez per al monestir de Poblet (1496-1499). El mestre Morlanes, ja entrat el segle xvi, va saber adaptar-se perfectament a les noves formes de l'art renaixentista, essent el veritable introductor d'aquest canvi a l'Aragó. Les escultures del retaule del Judici Final de l'abadia del Castell de Montaragó són una bona mostra del seu quefer renaixentista. La seva última obra va ser la portalada principal del monestir de Santa Engràcia, de patrocini reial, el 1515. No va arribar a acabar-la, donada la seva avançada edat, traspassant l'obra al seu fill Gil Morlanes el Jove.

## Sepulcres

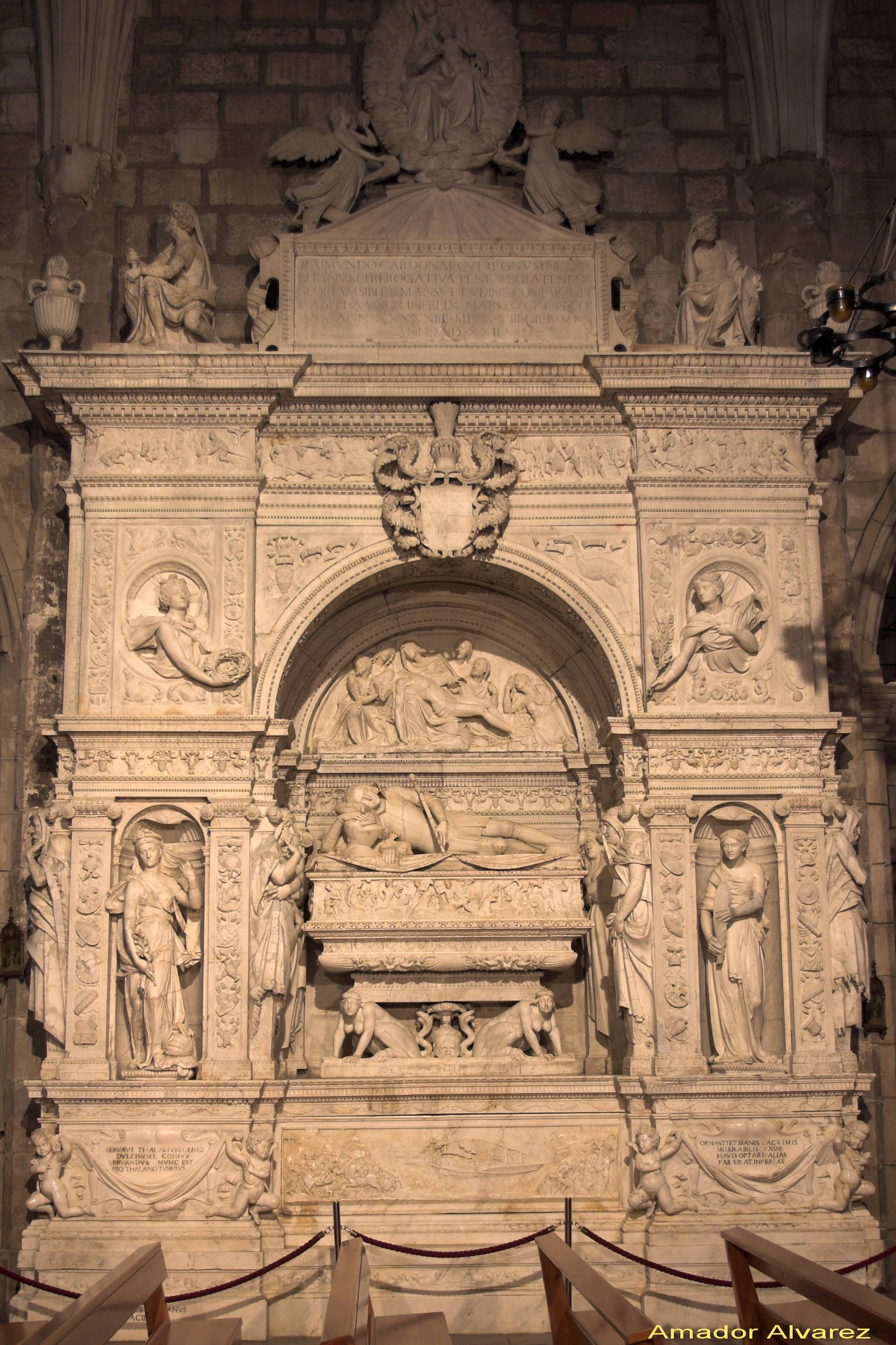
Sepulcre de Ramon Folc de Cardona-Anglesola a Bellpuig

L'estructura dels sepulcres va anar canviant de la simple llosa o lauda amb algun gravat a la de l'estàtua del difunt sobre el sarcòfag en posició jacent o en actitud orant. L'arquitectura acostumava a ser d'arc de triomf adossat al mur i amb una representació semblant a un retaule, on la figura del mort ocupava la part central o tot el monument exempt, que llavors s'acostumava a col·locar enmig de la capella funerària.
Als monuments es van copiar els ideals de virtut i valor d'una noblesa a les anomenades «tombes per la fama». Un dels primers encàrrecs, realitzat per autors italians i importants de Nàpols, va ser el construït cap a 1508 per al sepulcre de Joan II de Ribagorça, situat al monestir de Montserrat i que representa el difunt en actitud orant. És la tipologia que es copsa al sepulcre de Folc de Cardona (1525), realitzat per l'escultor Giovanni Merliano da Nola i executat per a la seva col·locació a la ciutat de Bellpuig (Urgell). Sintetitza aquesta idea humanista de l'heroi i el seu triomf sobre la mort gràcies a la fama de les seves proeses —gravades als relleus prop del sarcòfag— i és similar a l'obra d'Andrea Sansovino a les tombes dels cardenals Ascanio Sforza i Girolamo Basso a la Basílica de Santa Maria del Popolo a Roma.

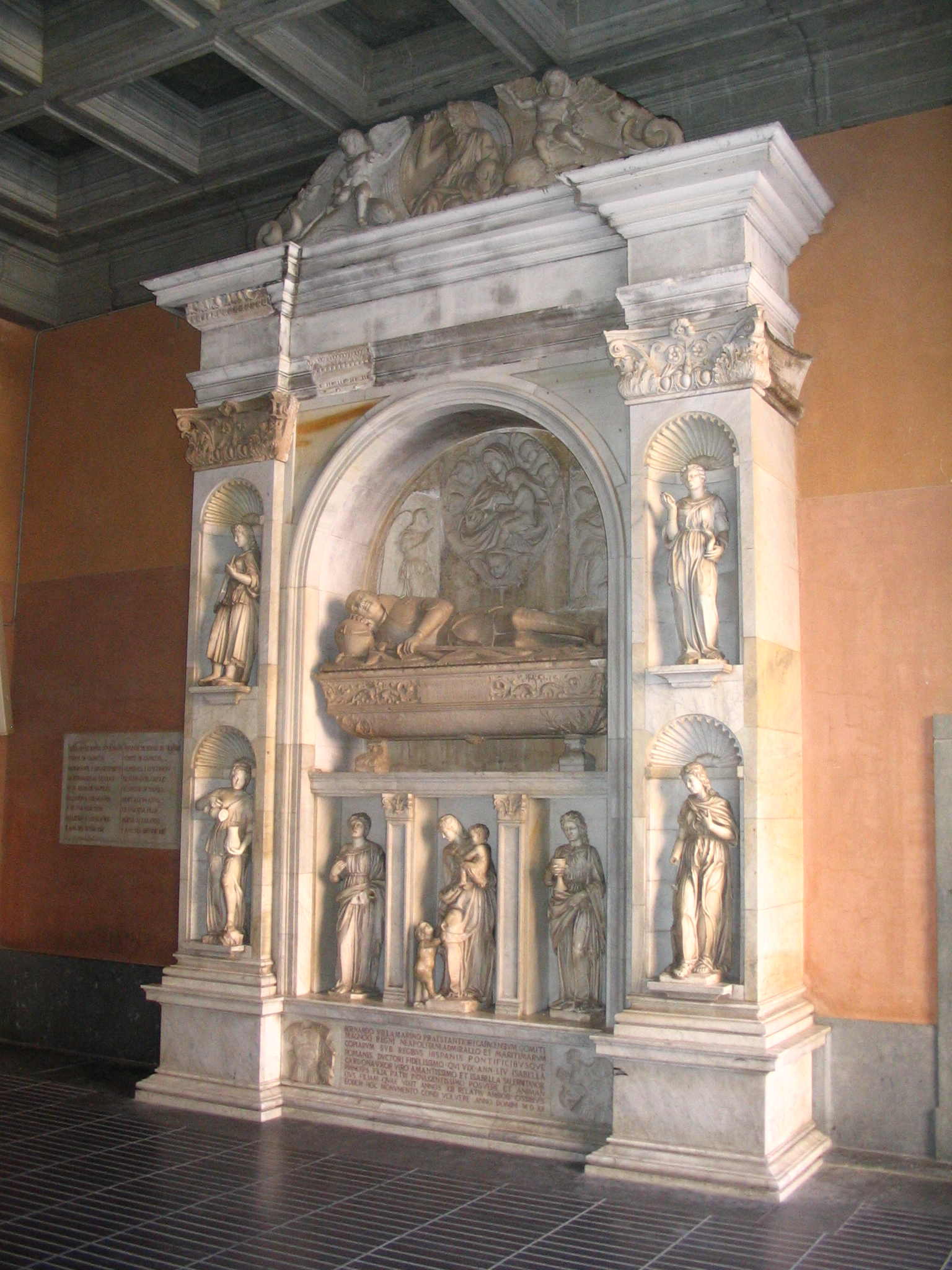
Sepulcre de Bernat II de Vilamarí (1516) a l'atri del monestir de Montserrat

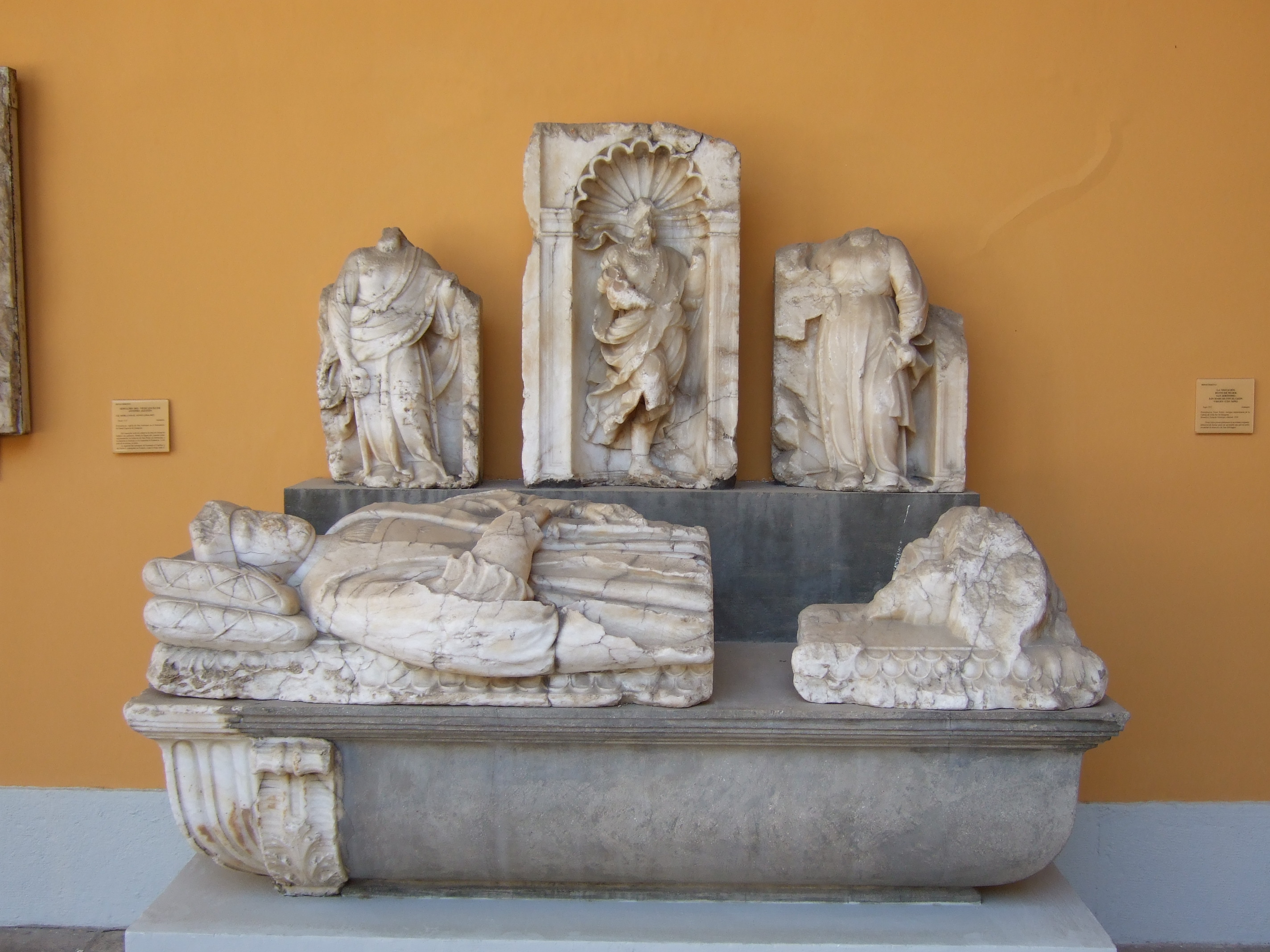
Sepulcre del vicecanceller Antonio Agustín al Museu de Saragossa per Gil Morlanes el Jove

S'anaven produint canvis en l'execució de sepulcres, essent el més representatiu la desaparició de les al·legories militars per la inclusió de temes més religiosos, comunament per les virtuts. Així es pot veure al sepulcre de l'almirall Bernat II de Vilamarí on es mostren les virtuts teologals sota el sepulcre i les cardinals a les fornícules laterals, així com la Intercessió de la Mare de Déu per a la salvació de la seva ànima al fons de l'arc i el Judici de Déu Pare col·locat a la part superior del monument; es troba a l'atri del monestir de Montserrat. El sepulcre del bisbe Guillem Ramon de Boil a la catedral de Girona, obra primerenca de Pedro Villar, és aproximadament de l'any 1530. La iconografia és una mica menys important que als anteriors, però el realisme de la imatge del jacent és extraordinari, amb una aportació italianitzant molt directa, així com tot l'aspecte arquitectònic inclòs dintre d'un arcosoli.
Al Museu de Saragossa es conserva part del sepulcre en alabastre del vicecanceller Antonio Agustín realitzat cap a 1527 per Gil Morlanes el Jove.
Pedro de Moreto, després de la mort del seu pare Juan de Moreto el 1547, va continuar durant un temps al taller, emprenent diversos encàrrecs, com l'ornamentació de la capella de Sant Bernat amb els sepulcres d'Hernando d'Aragó i la seva mare Ana de Gurrea a la seu de Saragossa, tot i que aquest escultor va morir força jove.
A finals de segle, dintre del període de la contrareforma, comença a ésser normal l'exclusió de les figures dels jacents, com s'aprecien al cenotafi de Jaume i Timbor de Cardona a la capella de l'Anunciació de la catedral de Tarragona amb una ornamentació repleta de grotescs i candelieri, sense deixar cap part llisa sense llaurar. A la part central es troba l'escut familiar sostingut per dos putti i als angles dos grans grius que sostenen l'urna amb les al·legories del lleó i l'àguila. Altres dos sepulcres a destacar d'aquestes característiques, ubicades a la mateixa catedral, són els de l'arquebisbe Gaspar Cervantes de Gaeta (1575) projectat per Jaume Amigó i el d'Antoni Agustí construït per Pere Blai (1594) així com va anar a càrrec seu el del mausoleu de l'arquebisbe i virrei de Catalunya Joan Terès i Borrull, obra tardana del renaixement peninsular però amb un refinament completament italià, unit a les tendències del monestir de San Lorenzo de El Escorial de finals de segle.

L'escriptor Antonio Ponz ho va descriure al seu Viatge d'Espanya sobre el sepulcre de Gaspar Cervantes:
| «              | Entre les capelles de Sant Miquel i de les Verges, a l'espai d'un arc, es veu un insigne sepulcre de l'Arquebisbe el senyor Gaspar Cervantes Gaeta, Pare del Concili de Trento, que aquí va fer diverses fundacions, i entre elles la del Seminari Conciliar, i de la Universitat. Consisteix l'esmentat sepulcre en una magnífica urna de marbre amb diverses figures al·legòriques de les Virtuts i d'altres adorns, tot molt ben executat. Damunt l'urna es representa la Caritat i al basament nens plorosos. | » |
| — Antonio Ponz | |   |

## Escultura aplicada a l'arquitectura

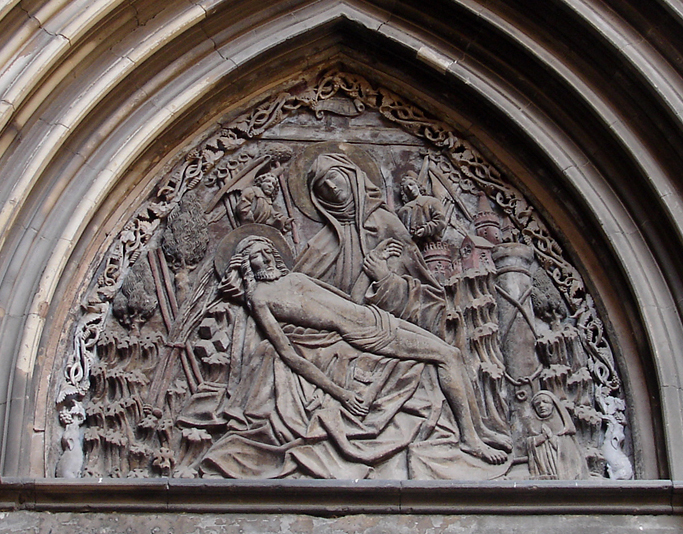
Timpà amb el relleu de La Pietat per Michael Lochner a la catedral de Barcelona

Durant aquest període es va practicar la inserció de parts escultòriques per decorar obres arquitectòniques, tant civils com religioses, basada en elements afegits, com els medallons amb les virtuts teologals del Trentenari de la Casa de la Ciutat de Barcelona, conservats al museu provincial de Martorell. Un exemple primerenc és el timpà representant una Pietat en una de les portes laterals de la catedral de Barcelona, realitzada per l'escultor d'origen alemany Michael Lochner.

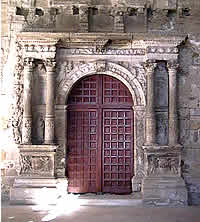
Porta plateresca d'entrada a la capella Santa Maria l'Antiga,(catedral de Lleida) per Jeroni Xanxo.

També és renaixentista el timpà de l'església de Sant Martí a Arenys de Mar realitzat el 1542 per Joan de Tours. Antonio Ponz recull, en el seu Viatge d'Espanya, els ornaments de la casa Gralla de Barcelona atribuïts al taller de Damià Forment.
La porta de la capella de Santa Maria l'Antiga, a la Seu Vella de Lleida, és d'estil plateresc realitzada per Jeroni Xanxo cap a 1562, i està formada per un arc de mig punt entre parells de columnes de fusts estriats. Les columnes s'aixequen sobre plataformes ornamentades, i sustenten un entablament amb un fris decorat i cornisa. Sobre aquesta portada s'obren unes fornícules buides.

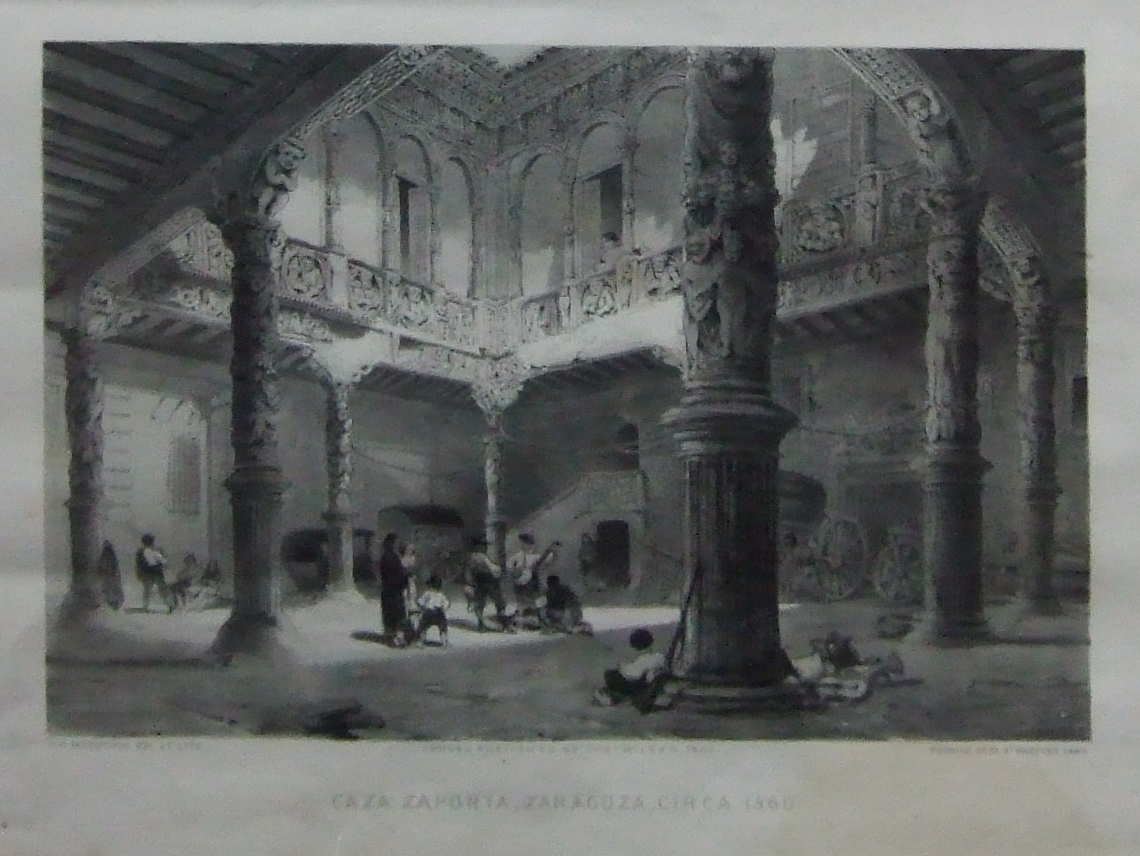
El Pati de la Infanta a Saragossa en un gravat de l'any 1850.

On més present es trobava l'escultura era a les portades tipus retaule. El portal del col·legi de Sant Jaume i Sant Maties (1564) de Tortosa, fet per Miquel Joan Anglès, mostra representacions d'imatges dels sants titulars i un gran escut de la Dinastia dels Habsburg sostingut per atlants i uns grius. Dins el pati d'aquest edifici es troben relleus de profetes, apòstols i els quatre evangelistes. La façana-retaule de l'església de Santa Maria de Montblanc s'atribueix a l'escultor Agustí Pujol (pare).
Un altre treball important va ser el Pati de la Infanta, de la casa de Gabriel Zaporta, mercader i banquer de l'emperador Carles V, integrat a l'actual edifici central d'IberCaja de Saragossa. Es podria considerar com un dels més primerencs exemples de manierisme, molt poc després d'haver començat l'influx del renaixement italià a l'Aragó. A Tarassona es troba la façana de la llotja-ajuntament (1558-1565) amb un fris de gran interès amb el tema de la coronació de Carlos V a Bolonya.
A València van treballar Jaume i Joan Vicente, pare i fill. El pare va realitzar les portes de la capella municipal de València amb estil gòtic tardà i el fill, Joan Vicente, uns bustos en fusta de Ferran el Catòlic i de Carles V l'any 1525, també per a la Casa Consistorial d'aquesta ciutat.

## Retaules
Molts dels retaules realitzats en aquest període van ser destruïts i cremats, primer per la guerra de la Independència d'Espanya contra Napoleó i després durant la Guerra Civil Espanyola de l'any 1936.

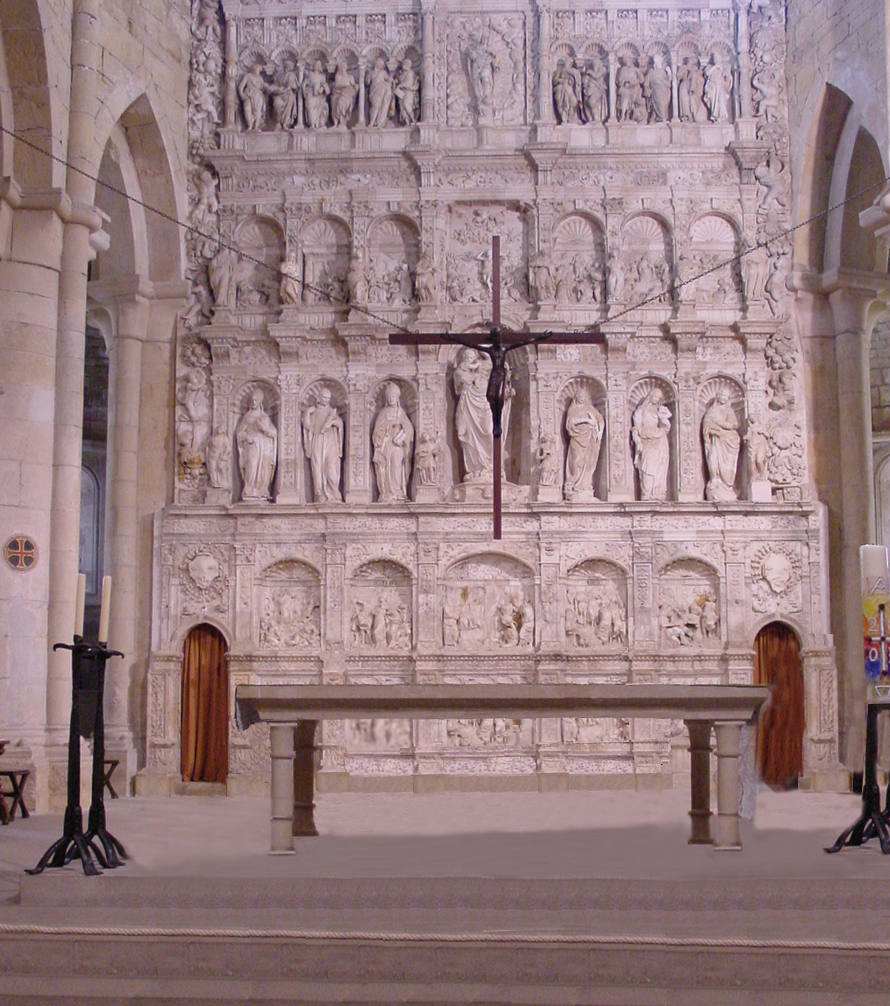
Retaule en alabastre realitzat per Damià Forment per al Reial Monestir de Santa Maria de Poblet

Als retaules s'aprecia l'estructura «a la romana». Són organitzats en una trama de carrers verticals i horitzontals, emmarcats per columnes o pilastres i amb fornícules avenerades. Al principi encara es mostrava les influències gòtiques. S'hi exposa la temàtica iconogràfica requerida gairebé sempre pel comitent. El retaule de Sant Pere —amb aire gotitzant— realitzat per Michael Lochner l'any 1487 per a la població de Premià de Dalt va ser destruït durant la Guerra Civil Espanyola. En aquest primer terç de segle es barregen diverses influències borgonyes amb l'estil de Jacopo della Quercia, als retaules desapareguts de Santa Agnès de Malanyanes (1527) i d'Argentona (1524) fets per Joan Romeu.
Un altre gran exemple de retaule major va ser el del monestir de Poblet de l'any 1529 i encarregat a l'escultor Damià Forment. Aquesta obra va suposar la introducció plena de les formes renaixentistes a l'art català. D'estructura «a la romana», en alabastre, la superfície es divideix en quatre cossos i àtic, al carrer central es troba la imatge de Santa Maria juntament amb escenes de la Resurrecció i la Crucifixió, mentre als cossos primers i tercer va realitzar els misteris del Rosari, al segon i quart hi ha la representació d'imatges de sants i a l'àtic la culminació amb el Calvari.

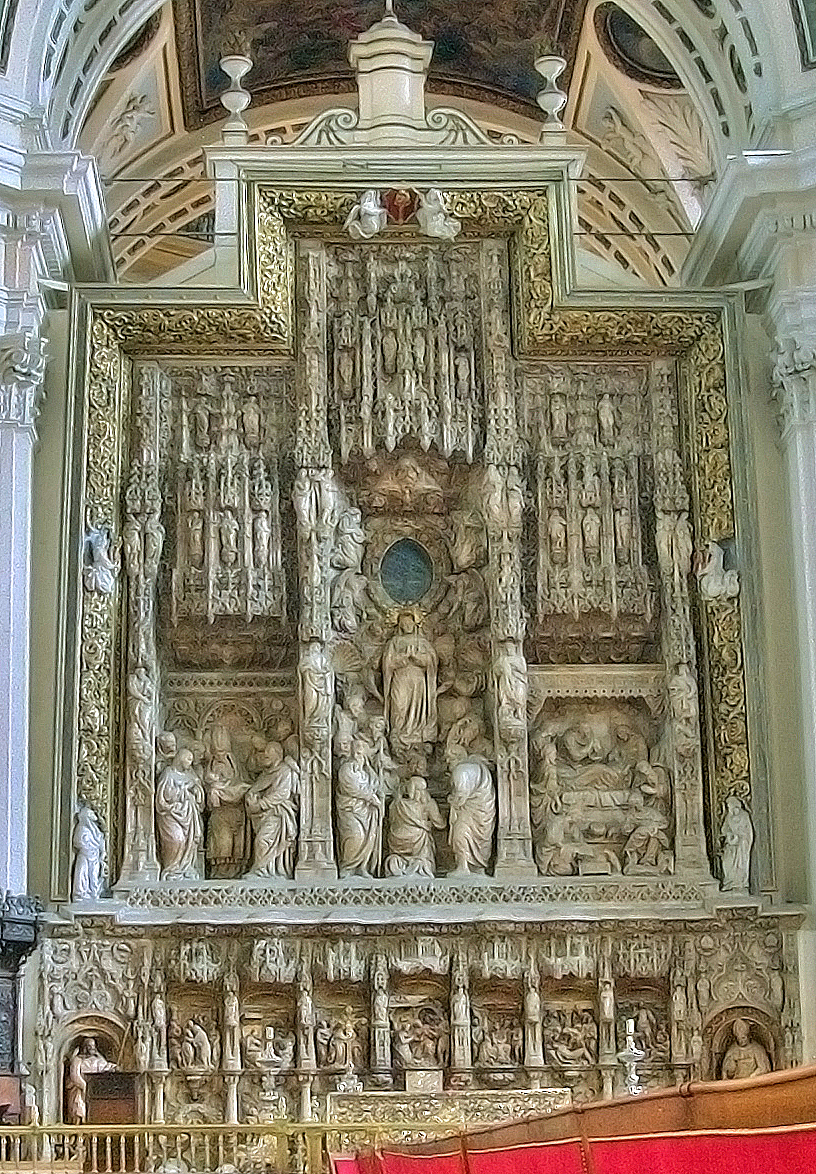
Retaule major de la basílica del Pilar

El retaule per a la Basílica del Pilar es considera com una de les peces escultòriques més rellevants del renaixement de tota la Península. L'execució material va suposar comptar amb un gran equip de bons professionals dirigit per Damià Forment i treballant tots al seu taller. Aquest equip estava format per gent que va arribar de diferents punts peninsulars, a més dels propis de la terra i altres de procedència francesa. Forment va aplicar a més en el treball el sistema de sotsarrendament en la persona de Miguel Arabe (o Àrabe) que era un entallador en pedra. A aquest escultor li va encarregar el 1515 els dos tabernacles dels carrers laterals. Arabe va morir sense acabar l'obra i Forment va contractar Juan de Segura. El sistema del disseny va ser molt important per al treball col·lectiu al taller. En una paret d'aquest gran taller hi havia una mostra del retaule traçada en carbó. També hi havia una altra mostra en llenç penjada en una paret de l'església del Pilar. Aquesta era el dibuix aprovat.

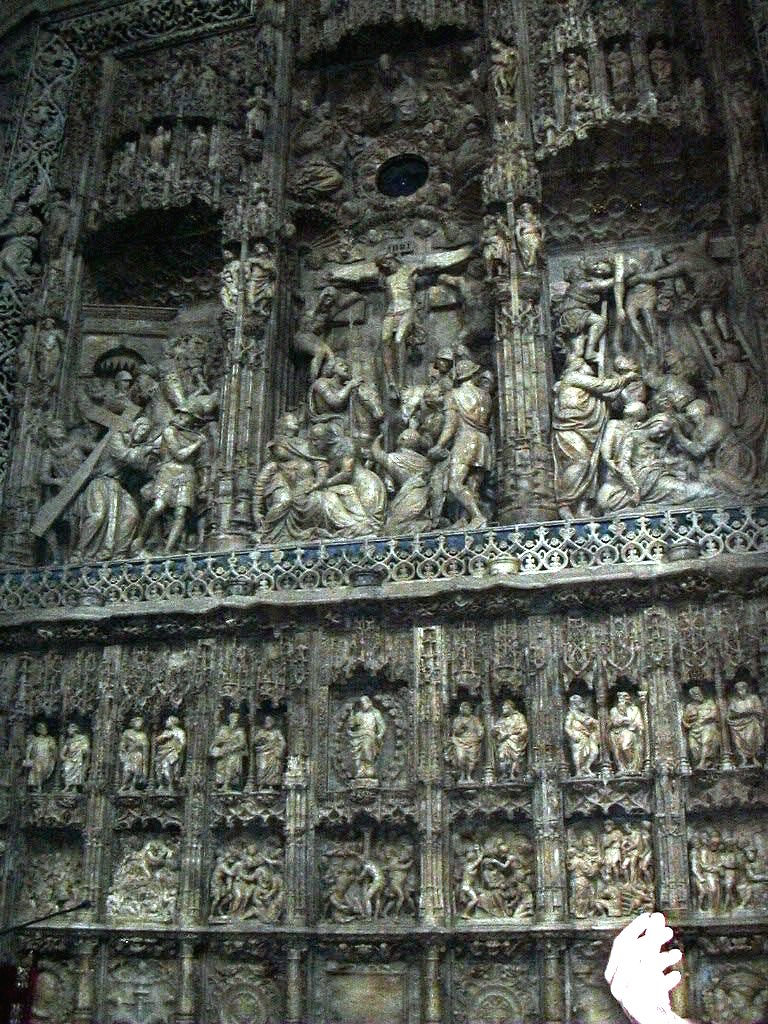
Detall central del retaule major de la catedral d'Osca

El retaule d'Osca és considerat avui com la segona gran obra de Forment per la seva qualitat i per la seva envergadura. En aquell temps el prelat Joan d'Aragó i de Navarra, membre de la casa reial, regia la diòcesi d'Osca i va ser el gran mecenes d'aquest projecte. Al contracte es van especificar clarament una sèrie d'imposicions, com la de seguir el model del retaule major de la Basílica del Pilar de Saragossa, tant a les traces com a la qualitat, i seguir un programa iconogràfic ben especificat (encara que va sofrir alguns canvis segons s'anava fent).
L'èxit del retaule va ser rotund fins i tot abans del seu acabament. La fama de Forment i el seu taller es va estendre ràpidament per tota la Corona d'Aragó. Això va suposar un augment de contractes i, per tant, una major activitat al taller. Épila, San Mateo de Gállego, La Almunia de Doña Godina, Saragossa, són localitats que es van afanyar a encarregar-li obres. Totes es van fer al mateix temps que es continuava treballant al retaule d'Osca. Des de Mallorca li van encarregar el 1524 un retaule per a Valldemossa i aquell mateix any Damià Forment va necessitar contractar el seu antic deixeble Juan de Salas perquè l'ajudés a fer imatges. Va ser precisament aquest escultor el que va difondre a les illes Balears els ensenyaments rebuts i l'estil de Forment. Va viure a l'illa de Mallorca durant deu anys, on va realitzar diversos retaules, entre els quals hi ha el de Sant Sebastià que va fer per a la catedral de Palma i que va desaparèixer. Un altre escultor que va treballar a Mallorca va ser Gaspar Gener, que va fer entre 1571 i 1588 el retaule major de Sineu, del que es conserven alguns relleus i les talles dels evangelistes pertanyents a la predel·la del retaule. Aquest escultor també va treballar a València on va realitzar el Crist del Privilegi per als dominics.
L'escultor Gabriel Yoly, molt influït per l'obra de Forment, va tenir una estreta col·laboració amb l'escultor Gil Morlanes el Jove fins al punt que des de 1520 i durant quatre anys van fer a mitges tots els contractes. A Terol va fer retaules a diferents esglésies, obres de gran inspiració i bellesa. Entre aquests destaca un dels seus últims treballs, el retaule major de la Catedral de Terol, tallat en fusta sense policromar, de 1536.

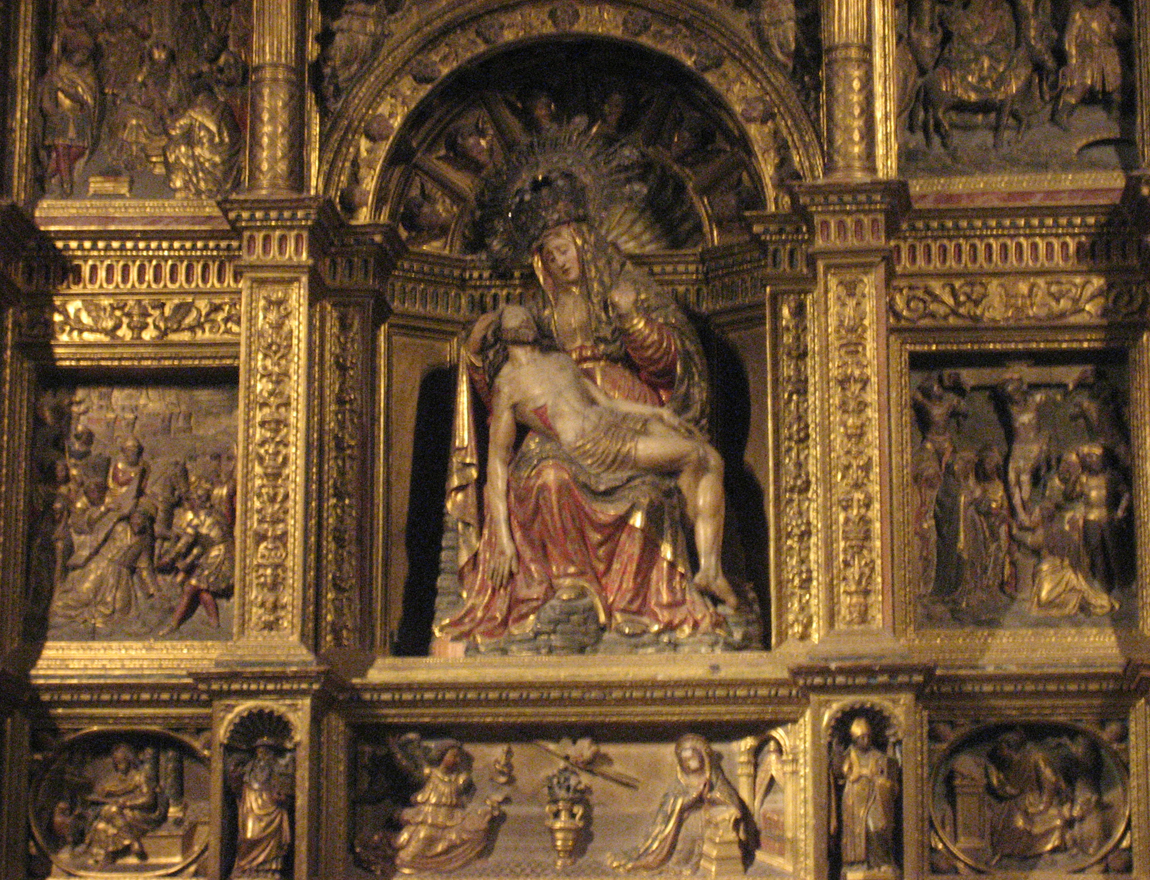
Detall central del retaule de La Pietat, en fusta policromada realitzat per Jeroni Xanxo per la catedral de Santa Maria d'Urgell.

Al retaule de l'any 1550 per a la capella de la Pietat de la Catedral de Santa Maria d'Urgell, de l'escultor Jeroni Xanxo —que es conserva al Museu Diocesà d'Urgell— es nota un canvi en el sentit narratiu i didàctic de les obres realitzades amb l'esperit de la contrareforma, i hi presenta els misteris de Goig, Dolor i Glòria. Al carrer central es troba el grup de la Pietat, on demostra el coneixement del model de La Pietat de Miquel Àngel, dins d'una gran fornícula adornada amb sis caps d'angelets. En relleu es representen els restants dolors de Maria: Circumcisió, Fugida a Egipte, Jesús entre els doctors de la Llei, Camí del Calvari, Crucifixió i el Descendiment de la Creu. Tots es troben emmarcats entre columnes de fust estriat amb capitells corintis.
Es conserven algunes peces atribuïdes a Agustí Pujol (pare) del retaule de l'església Prioral de Sant Pere de Reus —tot i la seva destrucció durant la guerra civil— que destaquen per la seva gran expressivitat i magnífica policromia les imatges dels evangelistes Sant Marc i Sant Lluc.
Dels darrers anys del segle xvi és el retaule major del monestir de Montserrat, encàrrec reial de Felip II de Castella que va costejar la seva execució per 14.000 ducats, fet per l'escultor Esteban Jordán de Valladolid en aquesta mateixa ciutat. Constava de tres cossos, plens de relleus i imatges, amb unes mesures de 15 x 14,6 metres, acabant-se l'any 1594. Es va procedir al seu trasllat al monestir en 65 carros, donant ordre el rei, perquè pels pobles que passés, ajudessin en carretes i bèsties. El trasllat i col·locació va costar uns altres 6.000 ducats. Aquest retaule va ser completament cremat el 1811 per les tropes napoleòniques.

## Altres obres
En el camp de l'escultura renaixentista es poden incloure els cadirats de cor, creus de processó, reliquiaris, piques baptismals, faristols i púlpits.
- Cadirat del cor del monestir de Montserrat

L'escultor Cristóbal de Salamanca va signar el contracte amb l'abat per treballar el cadirat del cor amb data 8 de maig de 1578, seguint l'estil de dues cadires que va presentar de mostra, i es va fixar el preu de cada una en noranta-cinc ducats, estipulant-se que anava a càrrec del monestir de Montserrat el cost de la fusta emprada, de roure i portada de Sant Joan de les Abadesses. Per elaborar-la va muntar un taller al poble proper de Monistrol on va treballar-hi durant cinc anys amb vuit o nou ajudants. El cor estava format per noranta-una cadires en dues ordes. Al cos baix, amb trenta-sis setials, va representar la vida i la passió de Crist i a les cinquanta-cinc restants —que formaven part del cos alt— hi va representar figures dels apòstols i de sants en relleus de figura sencera.
- Cadirat de la catedral de Tortosa

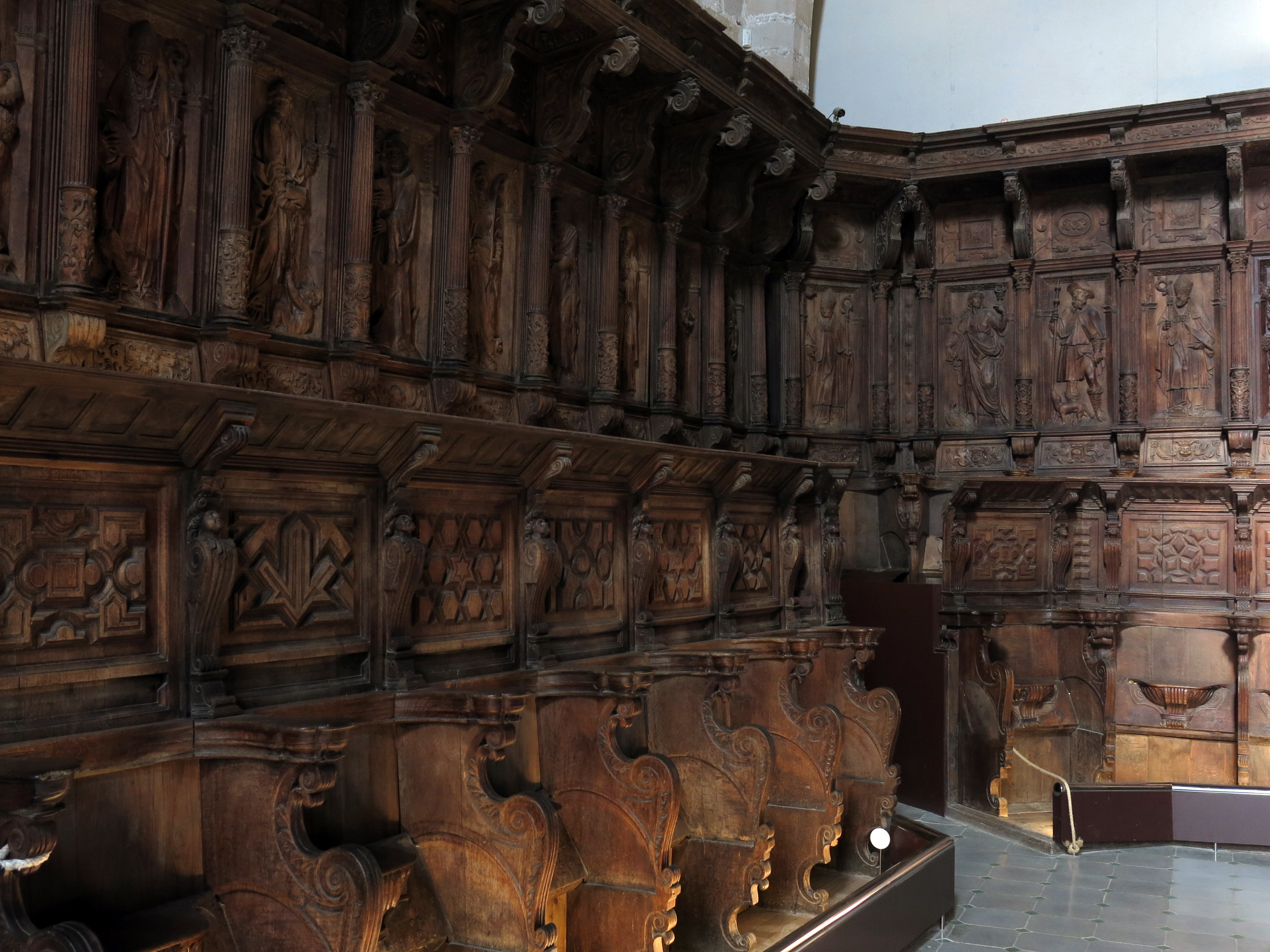
Vista parcial del cadirat de la catedral de Tortosa (exposició catedralícia permanent).

Aquest cadirat per la catedral de Tortosa va ser encarregat durant el manament del bisbat de Joan de Cardona a l'escultor Cristóbal de Salamanca, amb el que es va fer el contracte el 25 de setembre de 1587. Constava de dues ordes de setials en fusta de roure de Navarra. Al pis baix superior estaven representades les figures de l'apostolat, els evangelistes, els pares de l'Església, alguns sants i la Mare de Déu de l'Assumpció, a la cadira episcopal es va llaurar la imatge de sant Gregori Magne. Es conserva a l'antic dormitori canonical de la Seu.
- Sant Enterrament de Martín Díez de Liatzasolo

(1539-1544) Aquest grup escultòric de Martín Díez de Liatzasolo que es troba a la catedral del Sant Esperit de Terrassa és un dels pocs grups escultòrics que han perdurat fins als nostres dies. És un grup format per set personatges prop del cos jacent de Crist, on l'escultor aconsegueix l'emoció i la vida pròpia a cada figura, però en lloc d'adoptar actituds oratòries com Alonso Berruguete o més escèniques com Juan de Juni, les seves representacions són més contingudes i amb unes actituds de més recolliment. L'autor va signar la seva obra al sudari de Crist: «Opus Martín Díez de Liatzasolo. 1544»
- La Dormició de Maria

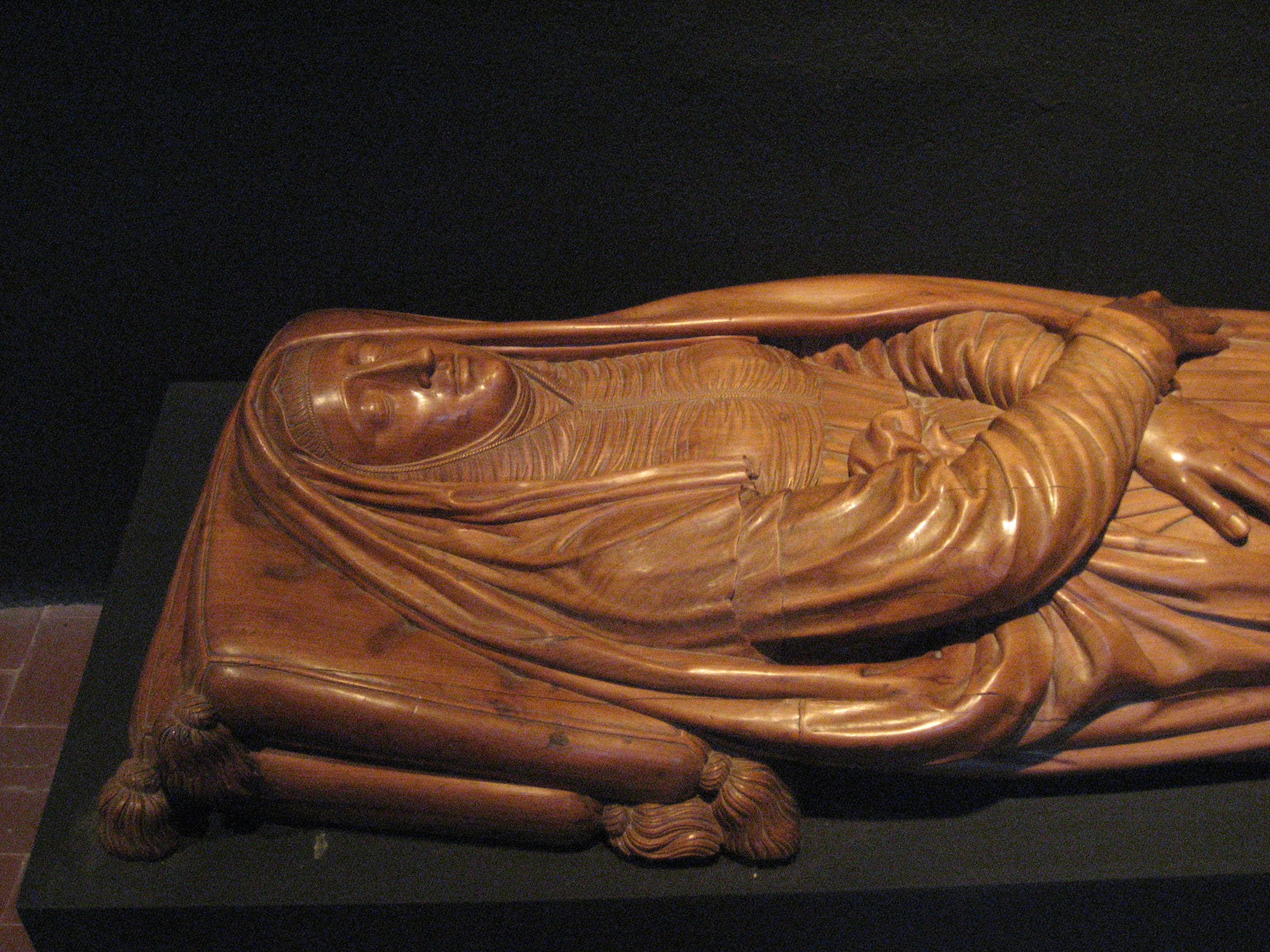
Detall de La Dormició de Maria, per Jeroni Xanxo.

Jeroni Xanxo va realitzar el 1549, una de les seves escultures més reeixides La Dormició de Maria, una figura exempta de fusta de cirerer sense policromar, presentada com una imatge jacent amb les mans encreuades a la seva falda, amb túnica i toca amb un mantell que li cobreix el cap i s'allarga fins als peus; la cara reposa sobre un doble coixí sense ornaments. Tota la talla és d'una finesa admirable. Es guarda al Museu Diocesà d'Urgell.
- Sant Enterrament d'Andreu Ramírez

Aquest grup va ser esculpit per Andreu Ramírez cap a l'any 1580 per a la galilea, de l'església del monestir de Santa Maria de Poblet, recorda en la seva estructura arquitectònica les tombes italianes del primer quart de segle; les imatges presenten un hieratisme ben visible.
- Sagrari de la catedral de Tarragona

Les portes del sagrari de la catedral de Tarragona, conservades al mateix lloc per al que van ser realitzades, són de l'any 1588, tallades en ivori daurat per Gaspar de Lira. El conjunt fa 122 x 69 cm i cada plafó 28 x 22 cm. Els sis relleus que consta narren les escenes de la passió de Crist, des de l'Oració a l'Hort de Getsemaní, fins a la Crucifixió.
- Trones de la Prioral de Sant Pere de Reus

L'any 1588 l'escultor Agustí Pujol (pare) va fer dos púlpits, en correspondència amb els traçats per Pere Blai. Tot i que van ser destruïts durant la guerra civil, es va fer una reconstrucció d'un d'ells gràcies a les fotografies existents.

## Damià Forment

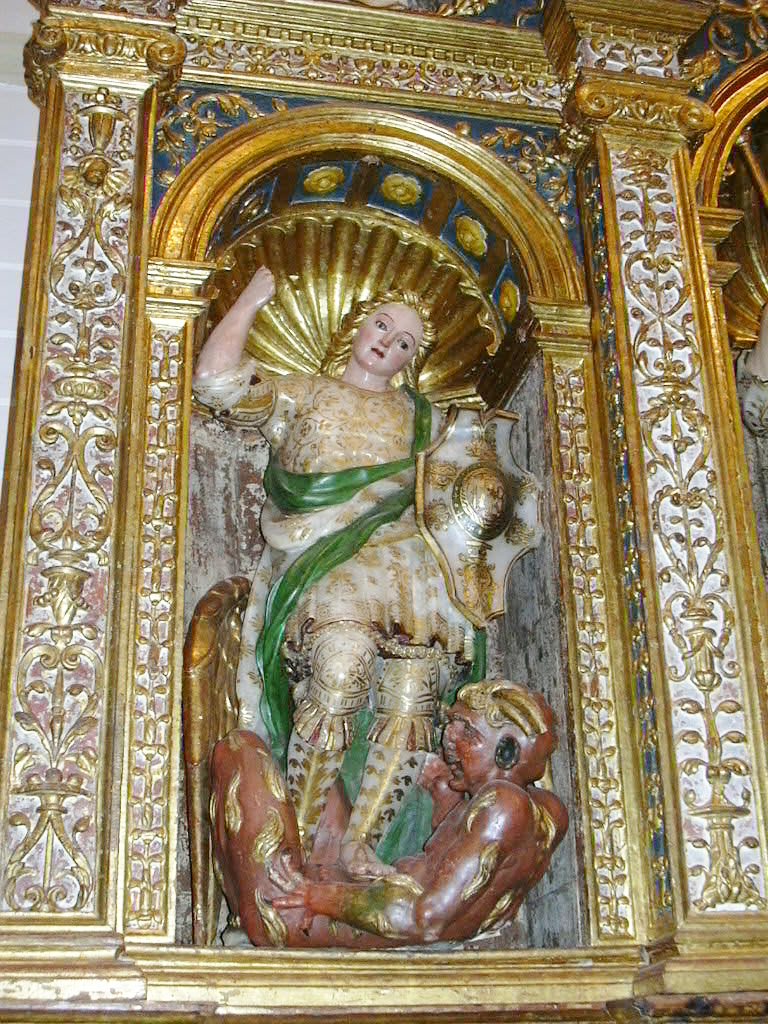
Detall del retaule de Santiago a Bolea per Forment

Fill de pare escultor, amb el que va treballar en diverses obres a València i també amb el seu germà gran Onofre Forment. Es creu per l'estil italianitzant renaixentista de les seves obres que va ampliar la seva formació, probablement a Itàlia. Sembla que Jaime Vicente, escultor valencià també el va tenir com a deixeble.
Veritable creador d'una escola renaixentista a la cort d'Aragó, va tenir una extensa activitat, al tallament dels rostres, panys i actituds, les formes són serenes i líriques, amb un fons goticista que es veurà clarament a l'obra del seu millor representant, l'escultor valencià Damià Forment, amb grans demandes d'obres, moltes d'elles impossible d'atendre personalment i, per tant, portades a terme pel seu propi taller on, com a mestre i director, va formar escultors molt dignes que van saber continuar estrictament les seves ensenyances. L'alabastre va ser molt freqüent perquè hi havia moltes pedreres de gran qualitat a la regió. El taller de Damià Forment va aconseguir el màxim nivell amb les seves obres realitzades en aquest material.
La seva primera obra important va ser el retaule major de la Basílica del Pilar de Saragossa el 1509, que havia estat encarregat anteriorment a Miquel Gilbert, que va morir abans de poder començar l'obra. La seva part arquitectònica d'entaulament és encara gòtica llevat del banc on les seves formes són renaixentistes. En aquesta part baixa del retaule es troben els medallons esculpits amb els rostres de Damià Forment i la seva esposa, obra del mateix Forment. La seva obra mestra final va ser el retaule per al monestir de Poblet on el mestre mostra ja un ple renaixement i on el gòtic està completament absent.
Des de 1526 va augmentar novament el treball al taller amb peticions per a Vallbona de les Monges, el monestir de Poblet, la ciutat de Lleida i la catedral de Tarragona. El retaule de Poblet va ser un encàrrec molt important, tant que per realitzar-lo va traslladar un grup de treballadors del taller ubicat de moment a Osca als entorns del monestir, comprometent-se l'abat Pere Caixal a donar-los allotjament i menjar. En aquest retaule Forment va abandonar per complet tot record del gòtic, articulant-lo d'acord amb uns traçats de llenguatge clàssic amb superposició d'ordres. Va substituir les tradicionals «polseras» per temes decoratius italians de garlandes, angelets i fruites penjants. Aquesta obra va ser decisiva cap a la introducció de les formes renaixentistes a la Corona d'Aragó.

## Martín Díez de Liatzasolo

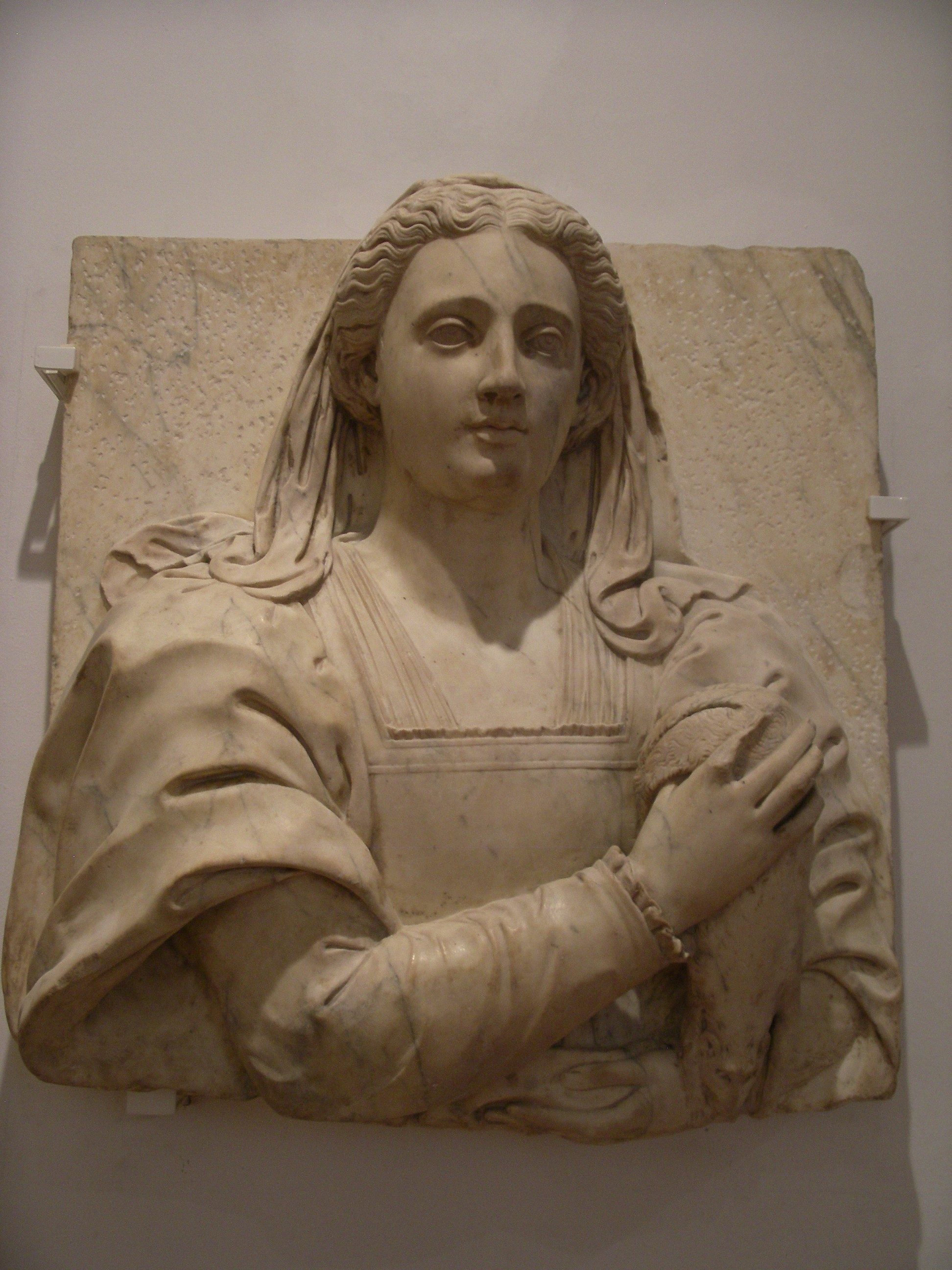
Bust de dona, realitzat per Díez de Liatzasolo i conservat al museu Marès de Barcelona

Aquest escultor d'origen basc es va establir a Barcelona des del 1527 fins al 1583. El matrimoni amb Paula Botey, pertanyent a una influent família barcelonina, devia contribuir al seu gran estatus social:
| « | ...la seva participació en nombroses obres, unida a la seva qualitat, va fer que aconseguís un estatus considerable. El més destacable del cas és, sens dubte, la freqüència amb què aquest mestre cobrava els seus treballs en moneda d'or, potser per una exigència de l'artista, com per una deferència del client. | » |

De tota manera —igual que els seus companys més modests— es va veure obligat al llarg de la seva vida a desplaçar-se per tota Catalunya.
Per la seva gran quantitat d'encàrrecs, va haver d'associar-se amb altres imatginers, com el contracte que va signar amb Joan Masiques i el francès Joan de Tours, amb els quals va treballar als retaules per a les poblacions de Mollet del Vallès i Dosrius. Es va dedicar també a revisions i taxacions. L'any 1531 el mestre valencià Forment es va associar amb ell, per realitzar el retaule dels Sants Just i Pastor, de Barcelona, seguint el model «romà», presentat per Forment, aquest va trencar la societat, però el retaule ho van executar Martín Díez i Joan de Tours, continuant el traçat del valencià.
De l'enemistat que va sorgir entre els dos artistes és bona prova el procés de Poblet, quan la comunitat del monestir li va demanar la seva participació en el judici contra Forment pel seu descontentament amb el treball del retaule d'aquest escultor. En aquesta revisió, s'aprecia un temor per part de Liatzasolo que Forment monopolitzés el mercat català i, per això, el defensor d'aquest mestre diu que Liatzasolo pretén: «que lo dit Mestre Forment sen vaja desta terra y que no li leve les obres que de dit art se fan o se han de fer en Barcelona i en Catalunya»".
A les seves obres s'aprecia la gran influència de Miquel Àngel, com a la Dormició de la Mare de Déu per a l'església de Sant Miquel de Barcelona (1555), avui conservada al Museu Nacional d'Art de Catalunya i en una de les seves obres mestres el Sant Enterrament  (1539-1544) a la Catedral de Terrassa. Un dels seus últims retaules va ser el de la Mare de Déu del Roser per a l'església de Sant Julià de Lliçà d'Amunt (1576), que va fer seguint l'exigència per part del client de fer la imatge de la Mare de Déu «amb la mateixa perfecció a una realitzada pel mateix autor pel retaule de Castellar del Vallès». Una altra obra que es conserva d'aquest autor és la Verge de la Victòria en alabastre, que va realitzar per a l'antic retaule major de l'església del Palau Menor de Barcelona.